# Leratiomyces
Leratiómyces (рус. Лерациомицес) — род грибов семейства строфариевые (Strophariaceae).
Синоним:
- Le Ratia Pat. 1907, nom. inval.
- Le-Ratia Pat. ex Sacc. & Trotter 1912, nom. illeg.
- Leratiomyces Bresinsky & Manfr. Binder 1998, nom. inval.

## Биологическое описание
Плодовые тела секотиоидные или же агарикоидные, с покрывалом, шляпкой и ножкой, реже почти без ножки. Шляпка обычно выпуклая или плоская, с бугорком в центре, реже конической или полушаровидной формы, с влажной тлт клейкой, гладкой или чешуйчатой поверхностью желтоватого, коричневатого или красного цвета. Споры яйцевидной или эллипсоидальной формы, с порой прорастания, светло или тёмно окрашенные.
Произрастают на почве или являются сапротрофами.

## Список видов
- Leratiomyces atrovirens Bresinsky & Manfr. Binder 1998
- Leratiomyces coccineus Massee & Wakef. ex Bresinsky & Manfr. Binder 1998
- Leratiomyces percevalii (Berk. & Broome) Bridge & Spooner 2008
- Leratiomyces similis (Pat. ex Sacc. & Trotter) Bresinsky & Manfr. Binder ex Redhead & McNeill 2008
- Leratiomyces smaragdinus (Pat.) Bresinsky & Manfr. Binder 1998
- Leratiomyces squamosus (Pers.) Bridge & Spooner 2008